# 빅터 부오노

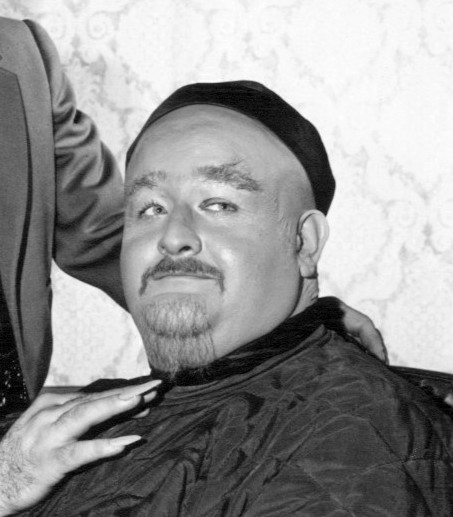

빅터 부오노(Victor Buono, 1938년 2월 3일 ~ 1982년 1월 1일)는 미국의 텔레비전 배우, 영화배우, 연극 배우이다.
샌디에이고에서 태어났으며 애플밸리 (캘리포니아주)에서 사망하였다. 사인은 심근 경색이다.

## 방송
- 아틀란티스에서 온 사나이

## 영화
- 공룡아 불을 뿜어라 (1982년)
- 의문의 호출 (1979년)
- 디 이블 (1978년)
- 아틀란티스에서 온 사나이 (1977년)
- 아놀드 (1973년)
- 굿나잇 마이 러브 (1972년)
- 제6지대 (1970년)
- 혹성 탈출 2 - 지하 도시의 음모 (1970년) - 비만남 역
- 데이빗 프로스트 쇼 (1969년)
- 타겟 해리 (1969년)
- 돌아온 무숙자 (1969년)
- 딕 트레이시 (1967년)
- 사이렌서 (1966년)
- 배트맨 - 66년 TV 시리즈 (1966년)
- 최고의 이야기 (1965년)
- 서부를 향해 달려라 (1965년)
- 시카고의 7인 (1964년)
- 허쉬...허쉬, 스윗 샤롯 (1964년) - 빅 샘 홀리스 역
- 세븐 데이스 인 메이 (1964년)
- 마이 식스 러브스 (1963년)
- 포 포 텍사스 (1963년)
- 제인의 말로 (1962년)
- 추격 (1959년)
- 선셋 77번가 (1958년)
- 페리 메이슨 (1957년)